# 円筒分水

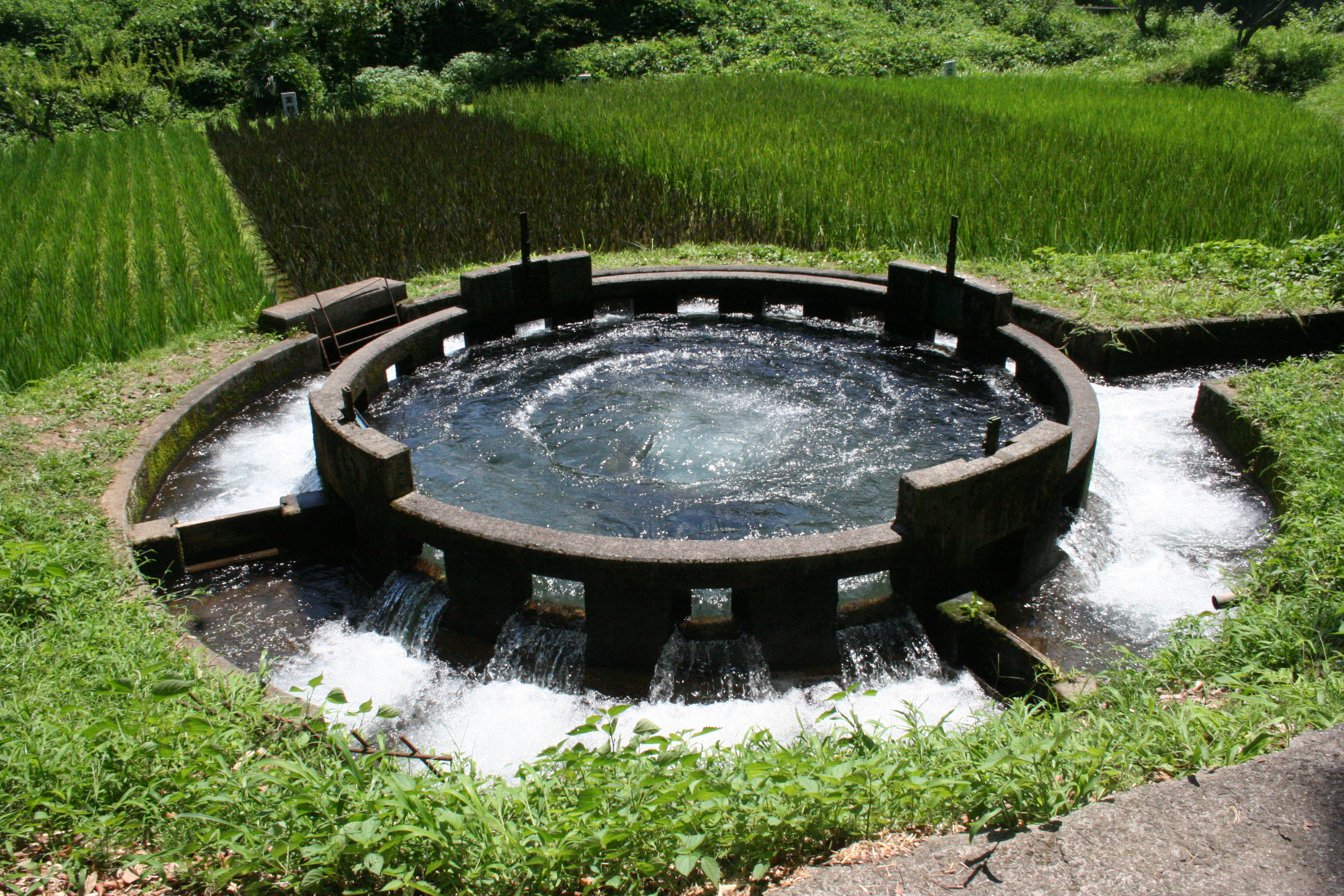
音無井路十二号分水（大分県竹田市）

円筒分水（えんとうぶんすい）は、農業用水などを一定の割合で正確に分配するために用いられる利水施設。円筒状の設備の中心部に用水を湧き出させ、円筒外周部から越流、落下する際に一定の割合に分割される仕組みとなっている。地域によっては円形分水（えんけいぶんすい）、円筒分水槽（えんとうぶんすいそう）、円筒分水庫（えんとうぶんすいこ）などとも呼ばれる。土木工事分野では「円筒分水工」（えんとうぶんすいこう、英: circular tank diversion works）と呼ばれる。原義は工事の名称だが、完工した設備についても同様に呼ばれる。
見た目の美しさから、地元が観光資源としてPRしている円筒分水もある。

## 構造

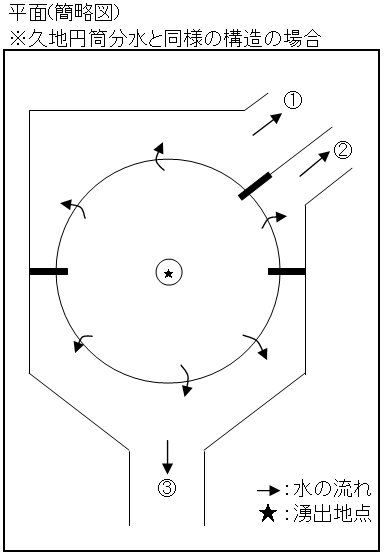
円筒分水平面図。
図の例では、(1)、(2)、(3) はそれぞれ 3:2:5 の割合で分配される。

サイフォンの原理などを利用して円筒中心部に水を導き、その水が円筒外縁部を越流する際に外縁部に設けた仕切りで分配するものや、外縁部に設けた穴の数によって分配するものなどがある。
右図は外縁部を越流させる構造の場合を図示したもので、外縁部に設ける仕切りの間隔とその比率で、用水が正確に分配される。
仕切りの間隔がそのまま分水比を示すため、分配される水量が外観から把握でき、流量を勝手に変更するような不正が行われにくい。

外縁部で越流する構造
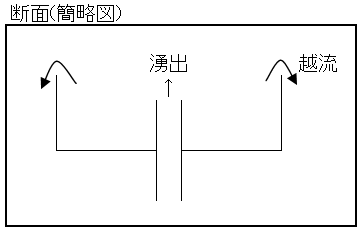
円筒分水断面図。 中心部より湧き出し、外縁部を越流する。
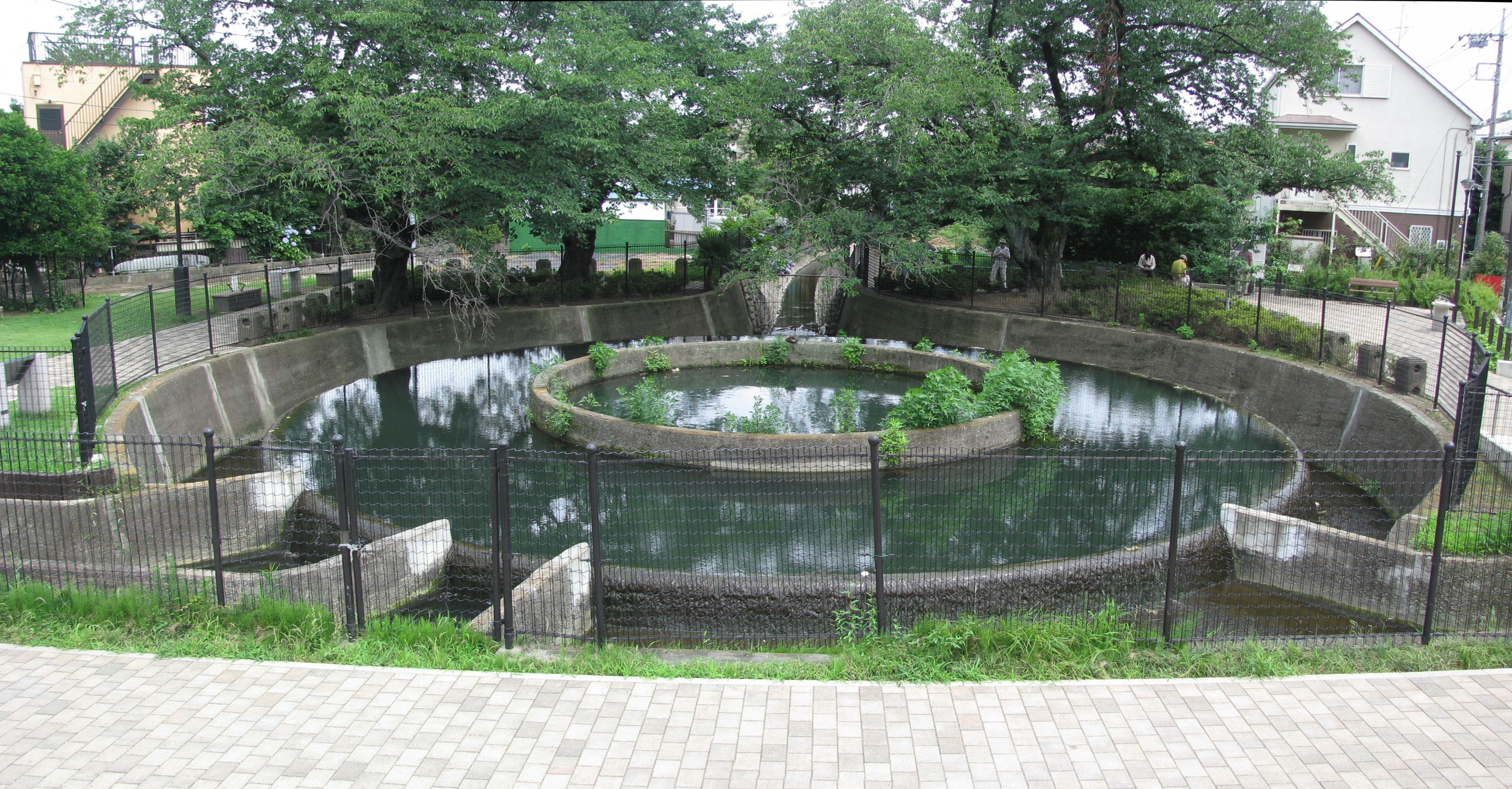
全景（久地円筒分水）
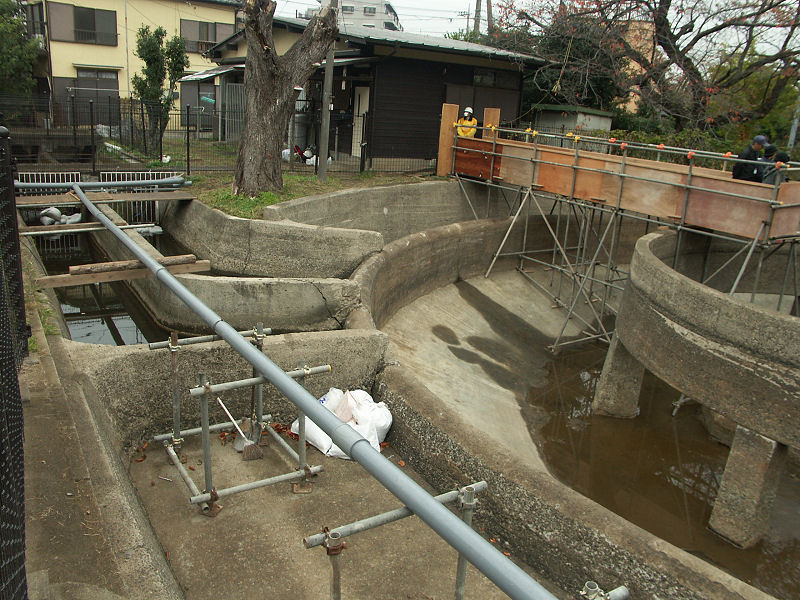
分水部（久地円筒分水）

## 歴史

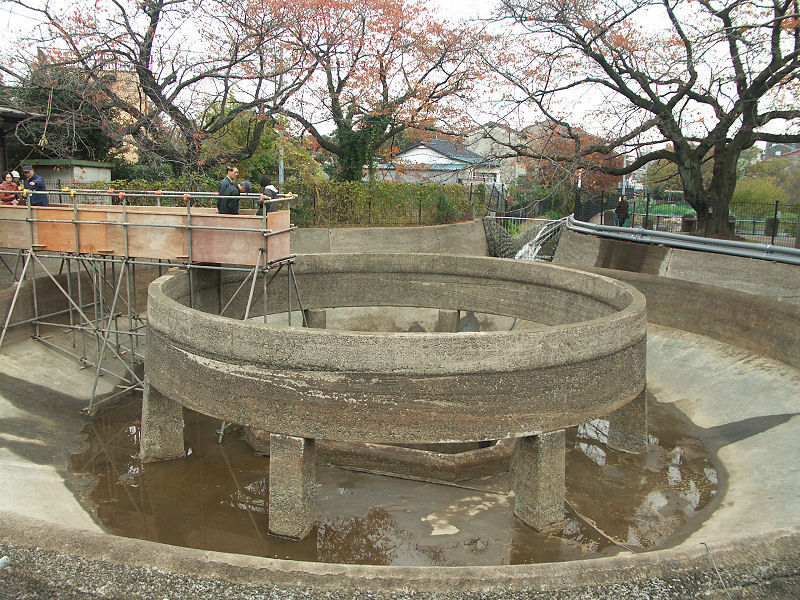
修復のため、水を抜かれた久地円筒分水

農業用水の厳正な管理と配分、それに伴う係争は三州水利論争のように世界中で見られる。
水田耕作が主体であった日本でも、各地で農業用水の確保にまつわる紛争（水論、水争い）が絶えず、大正年間より正確な配水が可能な分水樋が考案され、各地で似た構造の施設が造られ始めた。第1号の円筒分水工は可知貫一が発明したもので、1914年（大正3年）に小泉村 (岐阜県可児郡)に設置された。
当初は高低差を利用して導水する方式のものが造られ、1934年（昭和9年）になると福島県や長野県などで地下から吹き上げる方式のものが造られるようになった。ただし長野県に造られた施設では円筒を使わず、分水樋の中央に吹き上げられた水が放射状に拡がる原理を利用したもので、流水量に偏りが生じるといった欠点もあった。
上記の欠点を克服するために、円筒状に組んだコンクリート設備の中心にサイフォンの原理で導水し、円筒を越流させて分水する方式が考案された。この方式を採用したのが神奈川県川崎市高津区久地にある久地円筒分水（国の登録有形文化財）で、同地にあった二ヶ領用水の分水樋の改修に際し、1941年（昭和16年）に造られたものである。この方式により平地の用水路でも正確な分水を実現できたため、以降、同様の方式のものが全国各地に造られるようになった。

## 現存する円筒分水

### 初期

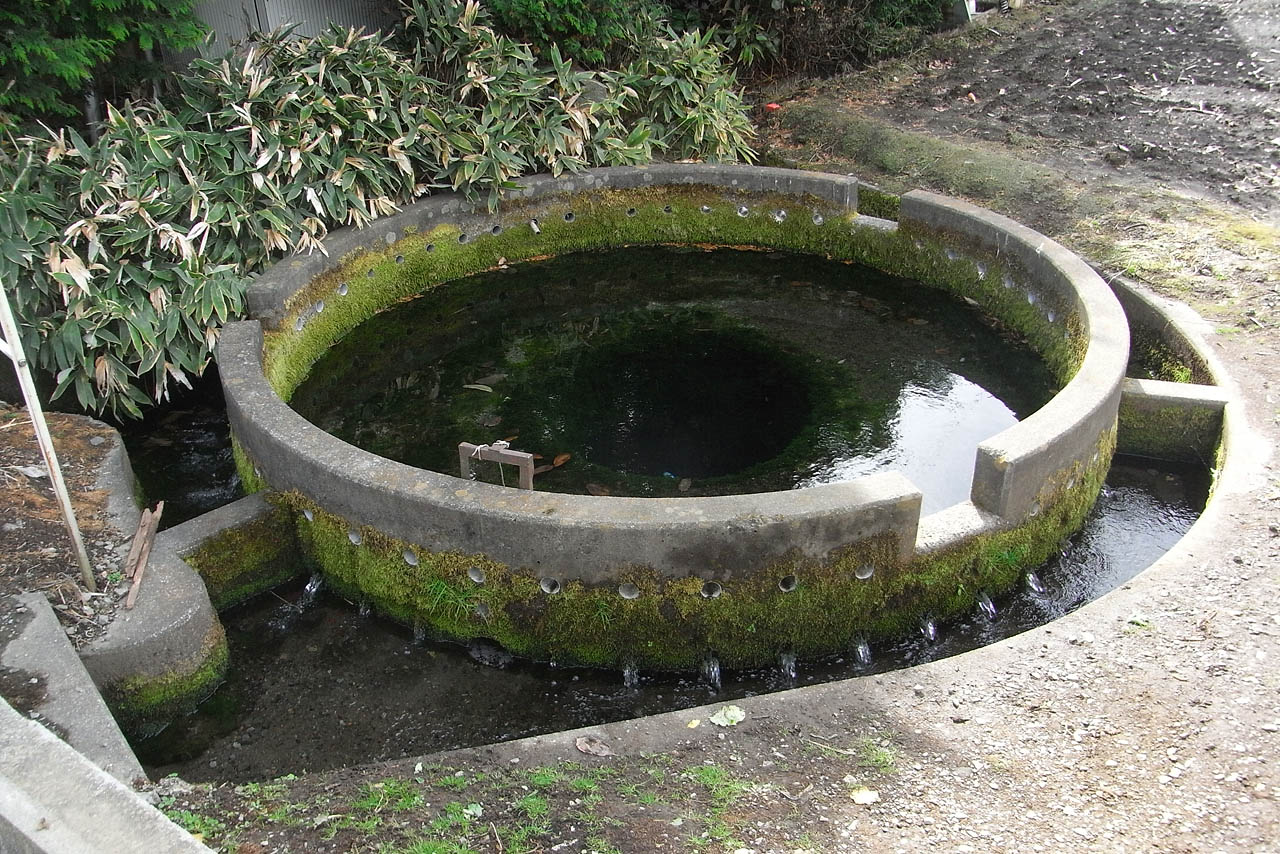
横井清水（艶三郎の井）

- 疣岩円形分水工（宮城県刈田郡蔵王町）
1931年（昭和6年）完成[4]。2011年に土木学会選奨土木遺産に認定[5]。2012年現在も利用されている[6]。
- 四ヶ堰円筒分水（信濃川水系、長野県塩尻市）
1934年（昭和9年）完成。
- 音無井路十二号分水（別名「音無井路円形分水」。大野川水系、大分県竹田市）
1934年（昭和9年）完成。
- 烏嶽円形分水（奥岳川水系、大分県豊後大野市緒方町）
1938年（昭和13年）完成。

- 西天竜幹線水路円筒分水群（天竜川水系、長野県上伊那郡箕輪町、南箕輪村、伊那市）
1939年（昭和14年）完成
- 二ヶ領用水久地円筒分水（多摩川水系、神奈川県川崎市高津区）
1941年（昭和16年） 完成。川崎市市民ミュージアムには久地円筒分水で使われている仕組みを説明する模型が常設展示されている。
- 横井清水（艶三郎の井）（天竜川水系、長野県伊那市）
完成年不明。1895年（明治28年）発見の地下水脈からの湧水の分水施設。
- 練部屋分水所（兵庫県神戸市西区、淡河疎水・山田川疎水）
現在の円筒形状は1959年（昭和34）完成，初期の四角形状は1891年（明治24年），六角形状は1893年～1994年（明治26～27年）完成

### 現代
- 貝田新円筒分水槽（片貝川水系、富山県魚津市貝田新）と東山円筒分水槽（片貝川水系、魚津市東山）
両円筒分水槽は1955年（昭和30年）完成。魚津市土地改良区所有。東山円筒分水槽は鉄筋コンクリート造り、直径9.12m、高さ約2.5m、面積317平方メートル[7][8]。片貝川を挟み、上部（左岸）にある貝田新円筒分水槽から湧き出す水は、片貝川の川床を横断する直径1mの2本の地下サイフォン管（地下5.5m）を通じて、下部（右岸）の東山円筒分水槽の出口（直径2.4m）に湧き出し、河岸段丘側の天神野用水、扇状地側の青柳用水、東山用水に分配される。片貝川が急流のため、東山円筒分水槽では湧き出す水の落差が大きく「日本一美しい円筒分水槽」といわれる[7][9]。2009年（平成21年）に、「とやまの文化財百選（とやまの近代歴史遺産部門）」に選定、また魚津市水循環遺産に登録されているほか、うるおい環境とやま賞「水の賞」を受賞している[7]。東山円筒分水槽は2020年（令和2年）4月3日、国の登録有形文化財に[10][9]、2021年（令和3年）度、土木学会選奨土木遺産にそれぞれ登録された[11]。
- 蓼科湖円筒分水工（上川水系、長野県茅野市北山）

著名観光地にもなっている農業用溜め池の蓼科湖が貯水する上川支流滝ノ湯川の支流、小斉川の水を分水するために湖とともに1952年完成。滝之湯堰土地改良区所有。直径7m。現在蓼科湖の東岸沿いに流れる江戸時代整備の灌漑用水「滝之湯堰」（茅野市北山芹ヶ沢区・糸萱区と同市豊平・湖東の計16区を灌漑）は古来から滝ノ湯川で分水したのち、小斉川を渡る地点で同川からも取水していたが、1930年から蓼科高原の別荘地経営を開始した地元の諏訪郡北山村湯川財産区（現・茅野市北山湯川財産区）が1933年、別荘地に水を供給するために小斉川湧水部をコンクリート構造物で固め引水を行ったことで滝之湯堰と湯川区が数年にわたり激しく対立。それを契機に戦後両者負担で財産区有地の湯川区中山地籍に蓼科湖が築造された際、その水を江戸時代の定め通りに滝之湯堰に9、久保田堰（茅野市北山芹ヶ沢区除平など4地籍と同市北山湯川区久保田地籍を灌漑）に1の割合で分水するために湖の南西築堤下に円筒分水工が設けられた。外縁部を越流した水を仕切りで分水する方式で、滝之湯堰への水は地下トンネルで送水され下流部で合流している。
- 今市用水円筒分水井（鬼怒川水系、栃木県日光市　杉並木公園）
1954年（昭和29年）完成。スリット溢流式。外円筒11.35m。大谷川の右岸、河岸段丘崖に位置する。宇都宮市と今市市の上水需要によりひっ迫していた今市用水を強化するため、大谷川左岸に建設された所野発電所の放流水をサイフォン（直径1.65m）で引き込み、分配・合流させる目的で建設された。サイフォン管は1kmに及び、その湧水のような様子から「分水井」と呼ばれる。2014年に修繕。分配水の一部はポンプで圧送され，より標高の高い円筒分水施設である下瀬川分水井へ送られている。
- 釈泉寺円筒分水槽（上市川水系、富山県中新川郡上市町釈泉寺）
1954年（昭和29年）完成。鉄筋コンクリート造り、直径9.3m、面積202平方メートル。分水した水路がウォータースライダーのようになっているのが特徴。2009年（平成21年）に、「とやまの文化財百選（とやまの近代歴史遺産部門）」に選定。国の登録有形文化財[12][13]。
- 南砺市赤祖父円筒分水（小矢部川水系赤祖父川、富山県南砺市川上中）
1949年（昭和24年）完成。鉄筋コンクリート造り、富山県内では最小の直径3.4m、面積29平方メートル。庄川上流用水土地改良区所有。富山県内最古の円筒分水であり、2020年（令和2年）4月3日、国の登録有形文化財に登録された[9][10]。
- 通潤用水小笹円形分水（緑川水系笹原川、熊本県上益城郡山都町）
1956年（昭和31年）完成。石橋・水路橋で有名な通潤橋の取水口から数百メートル下流にあり、「野尻用水」と水を分けるために作られた。
- 胆沢平野の円筒分水工（胆沢扇状地、岩手県胆沢川流域）
1957年（昭和32年）完成。石淵ダム建設と平行して開始された農業水利事業の一環として施工。農業用としては日本最大級[14]。
- 安積疏水（白江幹線）（阿武隈川水系、福島県須賀川市泉田）
完成年不明。安積疏水の末端水路白江幹線の分水施設[注釈 1]。
- 滝の頭円形分水工（滝の頭、秋田県、男鹿市五里合）
1962年（昭和37年）完成。コンクリート製、直径約6.0m。滝の頭の湧水を上水道として利用する際に旧男鹿市と旧若美町に水を分配するために作られた。当初は旧男鹿市と旧若美町へ17穴ずつ配分されていたが、現在は旧男鹿市の水道へ7穴、旧若美町の水道へ11穴、農業用水へ20穴配分されている[15][16]。
- 長野堰用水円筒分水堰（群馬県高崎市江木町）
1962年（昭和37年）設置。

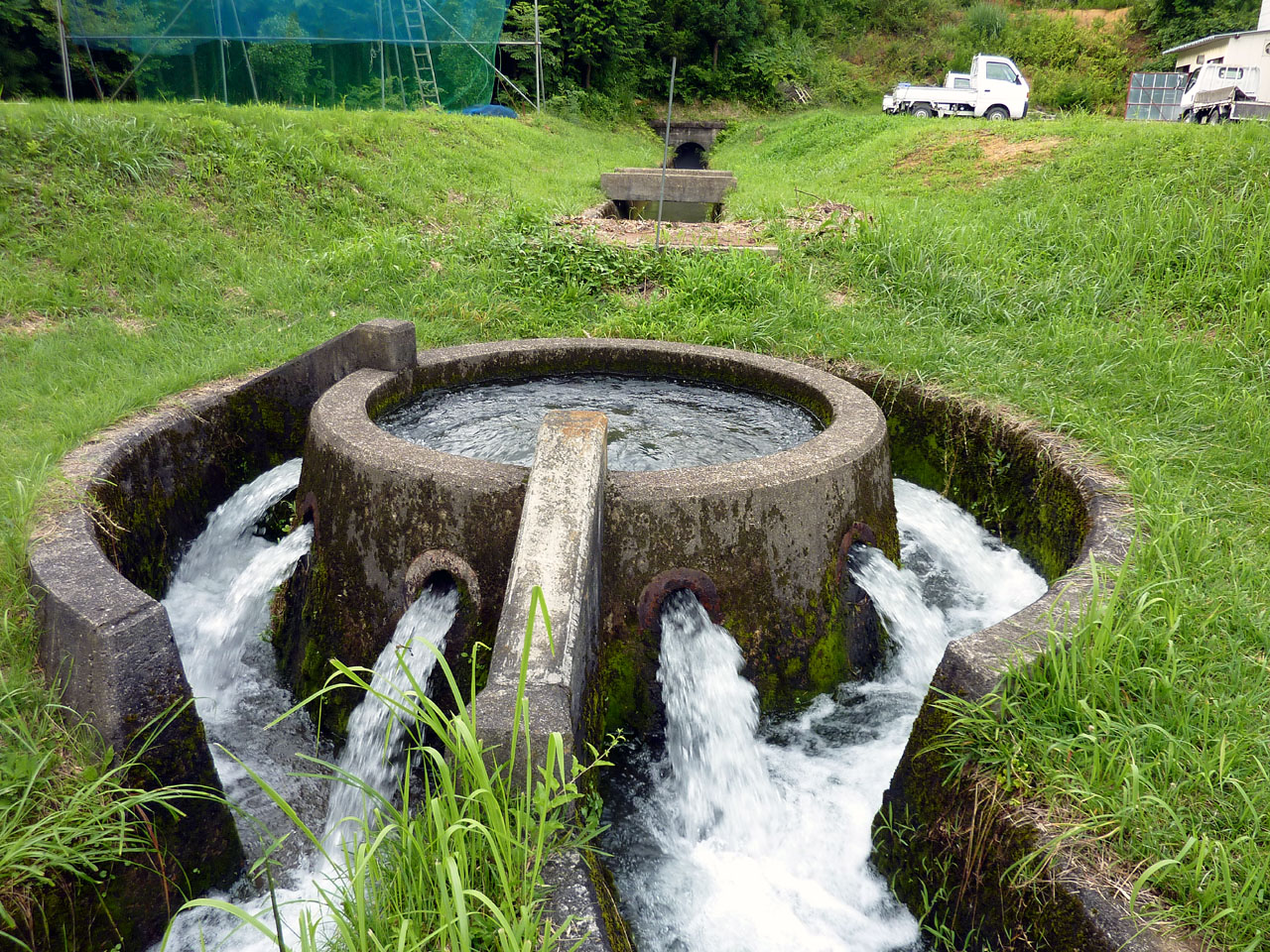
安積疏水・白江幹線円筒分水工
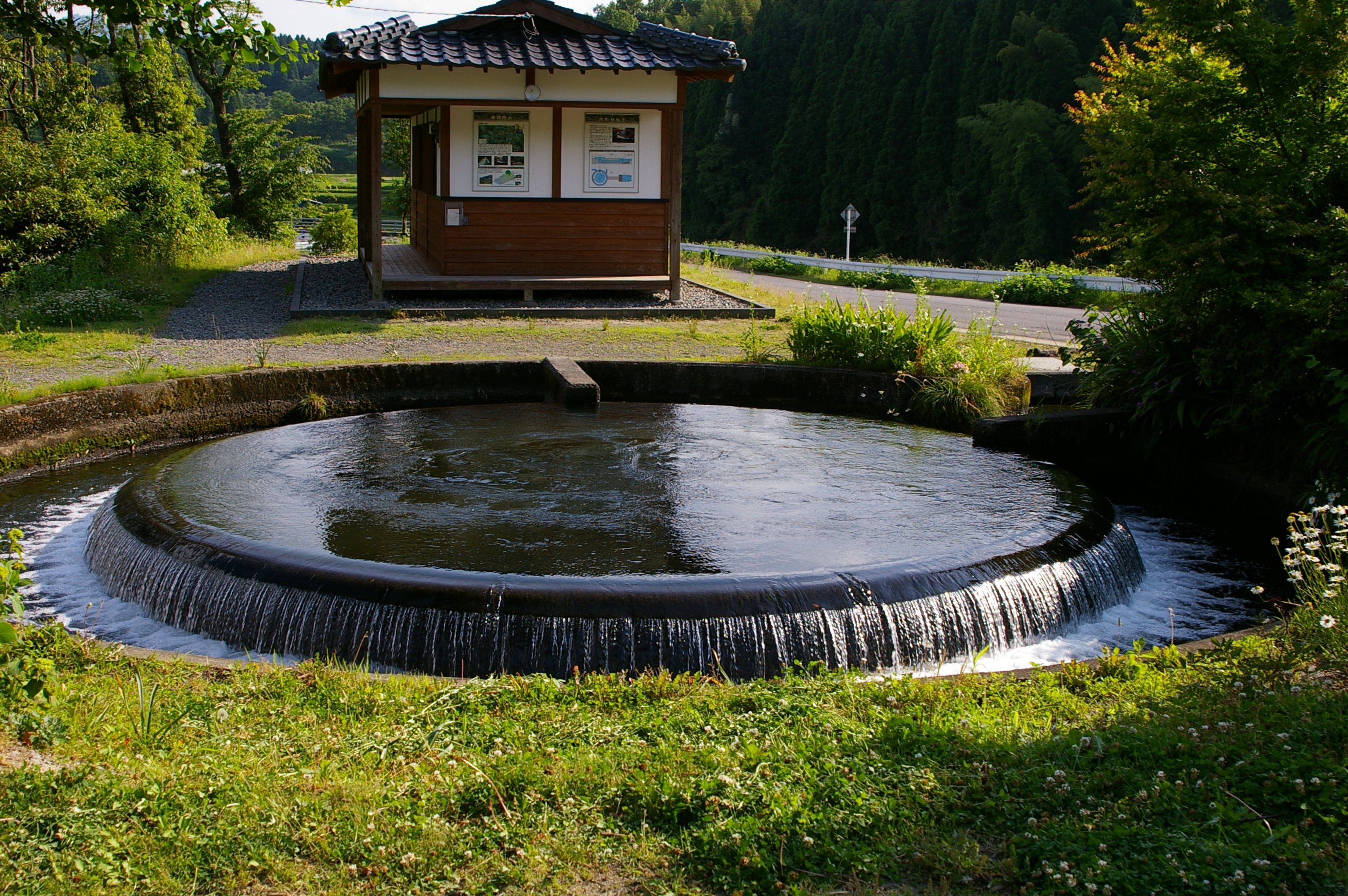
通潤橋へ分水している「円形分水」
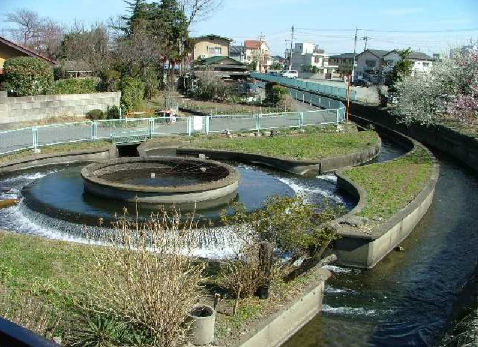
長野堰用水円筒分水堰